# シナガワハギ属
シナガワハギ属（学名：Genus Melilotus）は、シナガワハギやシロバナシナガワハギなどを含み、「スイートクローバー」として知られるマメ科の属の一つである。この仲間は耕作地の雑草や牧草地の植物として知られ、アジアからヨーロッパにかけての地域に原産するが、現在は世界中に帰化しており、広範な地域で見られる。

## 成分
この属の植物は、スイートグラス(Hierochloe odorata)によく似た甘い香りがある。両者共に芳香物質のクマリンを高濃度で含んでいる(クマリンの味は苦みがあり、おそらく植物が動物の食害を防ぐため生産すると考えられる)。クマリンはスイートクローバーが発酵または腐敗する間に、微生物によって抗凝血作用のあるジクマロール(Dicoumarol)に変化する。この化合物がいわゆるスイートクローバー中毒の原因であった。スイートクローバー中毒の研究と分析は最終的に、抗凝固剤としてのワルファリンの発見と利用に道を開いた
。
詳細はスイートクローバー中毒を参照のこと。

## 利用
シナガワハギ属は、Coleophora frischellaやC. trifoliiなどを含むツツミノガ属(Coleophora)の幼虫の食草の一つである。
シナガワハギ属は窒素や有機物を増加させるために、耕作地の土壌にそのまま鋤き込まれる緑肥として使われる。根を深く張るので硬質の土壌で特に有用である。しかし土壌の酸性度が高すぎると失敗する。8-10インチになったころに鋤きこまれるべきである。種皮処理をしていない種子は土壌が湿りすぎない春に蒔くのが最適である。種皮処理をしたものは晩秋(または冬でもよい)に蒔く方が良い。そうすれば翌春に競争相手の雑草よりも先に発芽して他の雑草の成育を抑制できる。

## 種類
シナガワハギ属には現在は19種が確認されている
。
日本の従来種にシナガワハギ属の植物はないが、シナガワハギなど数種が帰化している。
- シロバナシナガワハギ (Melilotus albus Medik.)
- Melilotus altissimus Thuill.
- Melilotus dentatus (Waldst. & Kit.) Pers.
- Melilotus elegans Salzm. ex Ser.
- Melilotus hirsutus Lipsky
- コシナガワハギ (Melilotus indicus (L.) All.
- Melilotus infestus Guss.
- Melilotus italicus (L.) Lam.
- Melilotus macrocarpus Coss. & Durieu
- シナガワハギ (辟汗草[5]、Melilotus officinalis (L.) Lam.)
- Melilotus polonicus (L.) Desr.
- Melilotus segetalis (Brot.) Ser.
- Melilotus siculus (Turra) B. D. Jacks.
- Melilotus speciosus Durieu
- Melilotus spicatus (Sm.) Breistr.
- Melilotus suaveolens Ledeb.
- Melilotus sulcatus Desf.
- Melilotus tauricus (M. Bieb.) Ser.
- Melilotus wolgicus Poir.